# Іванівська сільська рада (Малинський район)
Іванівська сільська рада (до 1946 року — Янівська сільська рада) — колишня адміністративно-територіальна одиниця та орган місцевого самоврядування у Потіївському, Радомишльському і Малинському районах Малинської, Коростенської і Волинської округ, Київської й Житомирської областей Української РСР та України з адміністративним центром у селі Іванівка.

## Населені пункти
Сільській раді були підпорядковані населені пункти:
- с. Іванівка
- с. Жабоч
- с. Нянівка
- с. Рубанка

## Населення
Кількість населення ради у 1924 році становила 1 533 особи.
Відповідно до результатів перепису населення СРСР, кількість населення ради, станом на 12 січня 1989 року, становила 760 осіб.
Станом на 5 грудня 2001 року, відповідно до перепису населення України, кількість мешканців сільської ради становила 584 особи.

### Мовний склад
Мовний склад населених пунктів Іванівської сільської ради за переписом 2001 р. (рідна мова населення)
|                          | українська | російська | інша |
| ------------------------ | ---------- | --------- | ---- |
| Іванівська сільська рада | 97,77      | 2,05      | 0,17 |
| с. Іванівка              | 97,05      | 2,65      | 0,29 |
| с. Нянівка               | 98,18      | 1,82      | -    |
| с. Жобоч                 | 100        | -         | -    |
| с. Рубанка               | 100        | -         | -    |

## Склад ради
Рада складалася з 14 депутатів та голови.

### Керівний склад попередніх скликань
| ПІБ                           | Основні відомості                                                               | Дата обрання | Дата звільнення |
| ----------------------------- | ------------------------------------------------------------------------------- | ------------ | --------------- |
| Давиденко Надія Броніславівна | Сільський голова, 1966 року народження, освіта середня спеціальна, позапартійна | 26.03.2006   | 31.10.2010      |
| Давиденко Надія Броніславівна | Сільський голова, 1966 року народження, освіта середня спеціальна, позапартійна | 31.10.2010   |                 |

Примітка: таблиця складена за даними джерела

## Історія
Створена 1923 року, з назвою Янівська сільська рада, в складі сіл Янівка (згодом — Іванівка) та Рубанка Облітківської волості Радомисльського повіту Київської губернії. 16 січня 1923 року до складу ради включено села В'юнище та Жабоч ліквідованої Жабочської сільської ради. Станом на вересень 1924 року на обліку в раді числяться хутори Хрести, Яновського та колонії Гале Болото і Яновецького. Станом на 1 жовтня 1941 року хутори Гале Болото, Хрести, Яновського та кол. Яновецька не перебувають на обліку населених пунктів.
7 червня 1946 року, відповідно до указу Президії Верховної ради Української РСР «Про збереження історичних найменувань та уточнення і впорядкування існуючих назв сільрад і населених пунктів Житомирської області», сільську раду перейменовано на Іванівську через перейменування її адміністративного центру на с. Іванівка.
Станом на 1 вересня 1946 року сільська рада входила до складу Потіївського району Житомирської області, на обліку в раді перебували села Жабоч, Іванівка та Рубанка.
5 березня 1960 року, відповідно до рішення Житомирського облвиконкому № 218 «Про зміни в адміністративно-територіальному поділі сільських рад Радомишльського і Володарсько-Волинського р-н.», до складу ради включено села Будилівка та Буглаки ліквідованої Новобудської сільської ради Радомишльського району. 27 січня 1965 року, відповідно до рішення Житомирського ОВК № 39 «Про зміни в адміністративному підпорядкуванні деяких населених пунктів області», села Будилівка та Буглаки передані до складу Облітківської сільської ради Радомишльського району.
На 1 січня 1972 року сільська рада входила до складу Малинського району Житомирської області, на обліку в раді перебували села Жабоч, Іванівка та Рубанка.
10 травня 1972 року, відповідно до рішення ЖОВК № 194 «Про ліквідацію, утворення окремих сільрад та зміни в адміністративному підпорядкуванні деяких населених пунктів Любарського і Малинського районів», раді підпорядковано с. Нянівку Ворсівської сільської ради Малинського району.
Виключена з облікових даних 17 липня 2020 року. Територію та населені пункти ради, відповідно до розпорядження Кабінету Міністрів України № 711-р від 12 червня 2020 року «Про визначення адміністративних центрів та затвердження територій територіальних громад Житомирської області», включено до складу новоствореної Малинської міської територіальної громади Коростенського району Житомирської області.
Входила до складу Потіївського (7.03.1923 р.), Радомишльського (21.01.1959 р.) та Малинського (30.12.1962 р.) районів.